# Samuel Gurria
Samuel Gurria Vigueras (ur. 27 lutego 1993) – meksykański zapaśnik walczący w stylu klasycznym. Zajął dziewiętnaste miejsce na mistrzostwach świata w 2023. Wicemistrz igrzysk Ameryki Środkowej i Karaibów w 2023. Srebrny medalista mistrzostw panamerykańskich w 2019 i 2022 roku.